# Canthon punctatus
Canthon punctatus är en skalbaggsart som beskrevs av Schmidt 1922. Canthon punctatus ingår i släktet Canthon och familjen bladhorningar. Inga underarter finns listade.